# جويس ليستير
جويس ليستير (بالإنجليزية: Jocelyn Lester)‏ هي لاعبة كرة لينة أسترالية، ولدت في 22 مارس 1958 في بريزبان في أستراليا.

## وصلات خارجية
- جويس ليستير على موقع أوليمبيديا (الإنجليزية)
- جويس ليستير على موقع اللجنة الأولمبية الأسترالية (الإنجليزية)
- جويس ليستير على موقع قاعة أستراليا للمشاهير الرياضية (الإنجليزية)